# Muzeum Jizerských hor
Muzeum Jizerských hor je expozice provozovaná Českým svazem ochránců přírody (ČSOP) v osadě Jizerka. Muzeum, v celkem čtyřech expozicích, dokumentuje historii Jizerských hor, místní dějiny sklářství a přírodní zajímavosti z místní živé a neživé přírody.

## Historie muzea
Budova muzea byla postavena v roce 1889 a sloužila jako škola pro děti místních osadníků až do roku 1962. V 50. letech 20. století zde také sídlil místní národní výbor. Po uzavření školy sloužila budova nějaký čas jako prodejna potravin a následně byla přestavěna na rekreační středisko bytového podniku Desná. Později zde našla útočiště Horská služba a Státní ochrana přírody.

V roce 1989 koupil budovu ČSOP v Jablonci nad Nisou, přičemž chalupa zprvu sloužila jako terénní a informační stanice. V roce 1994 zde vznikla na popud Miloslava Nevrlého a za pomoci Severočeského muzea v Liberci spolu s Muzeem skla a bižuterie v Jablonci nad Nisou expozice Stará tvář Jizerských hor. Od té doby byly expozice postupně rozšiřovány až na současné čtyři hlavní okruhy.

## Expozice muzea
Muzeum má v současnosti (2019) čtyři základní expozice
- Historie v Jizerských horách – pojednává o historii osídlení a stavitelství, jizerskohorských pomníčcích a legendách, léčivých pramenech a o životě místních lidí
- Dějiny místního sklářství
- Živá a neživá příroda Jizerských hor
- Galerie Montana

## Galerie

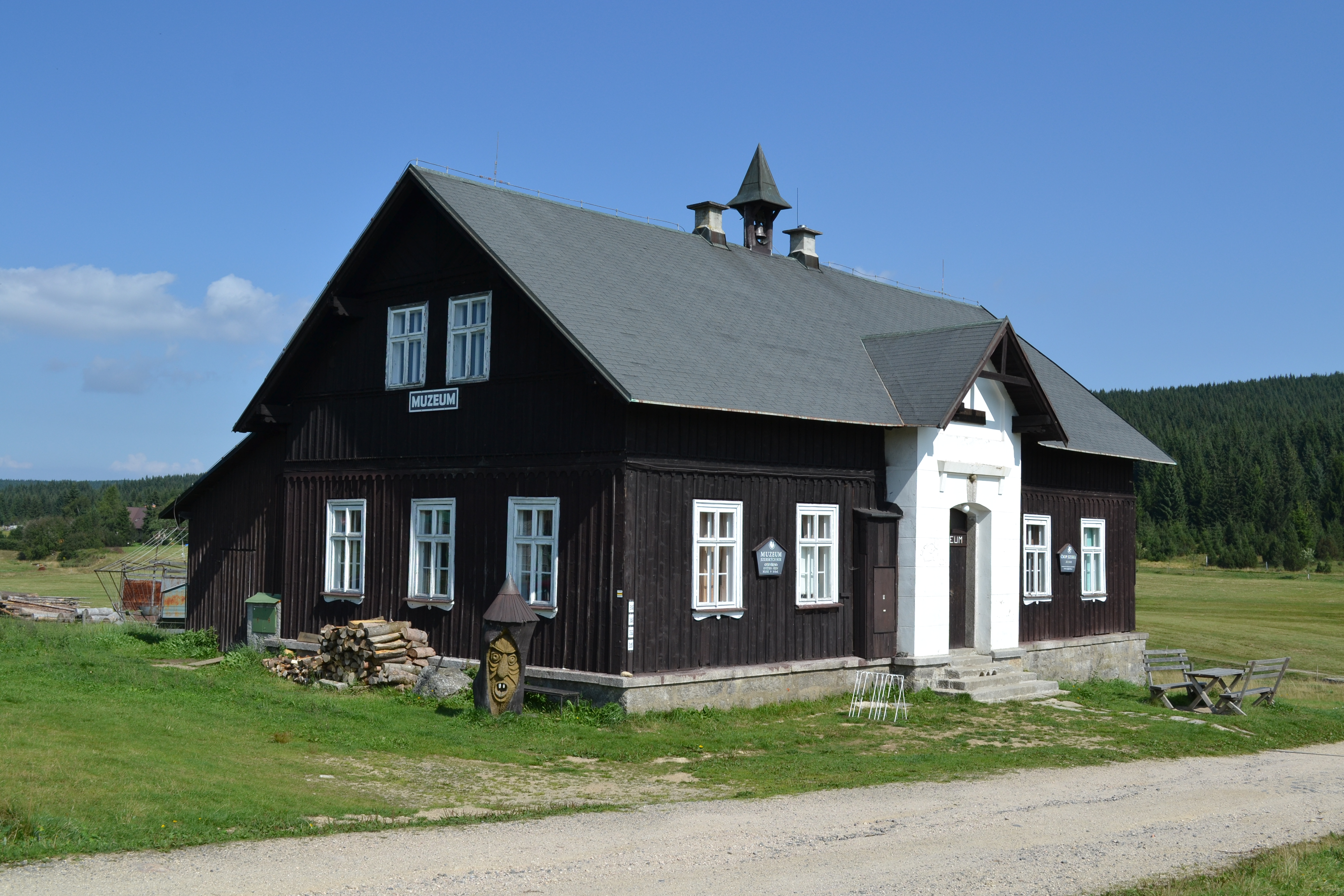
Léto 2023
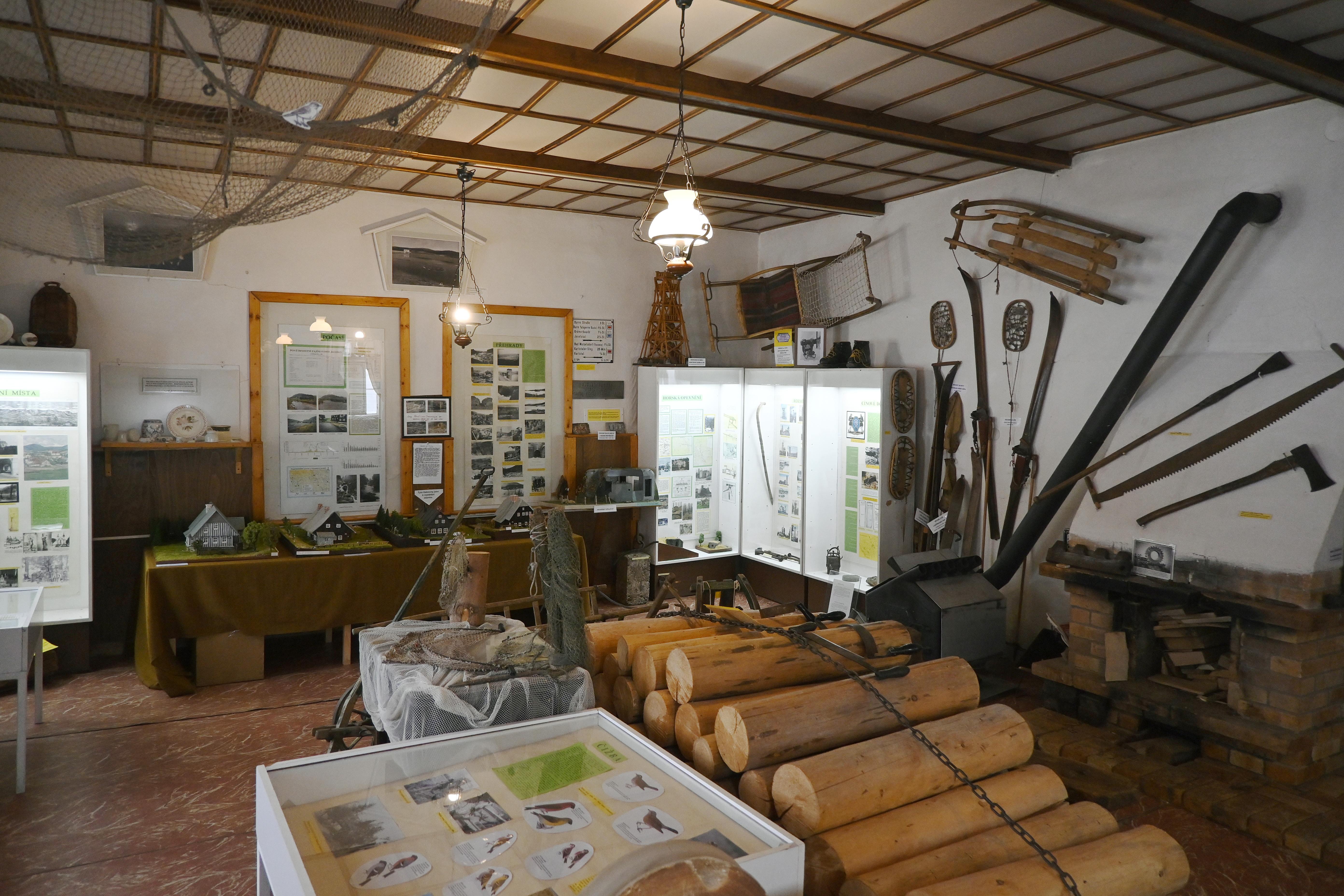
Expozice - historie
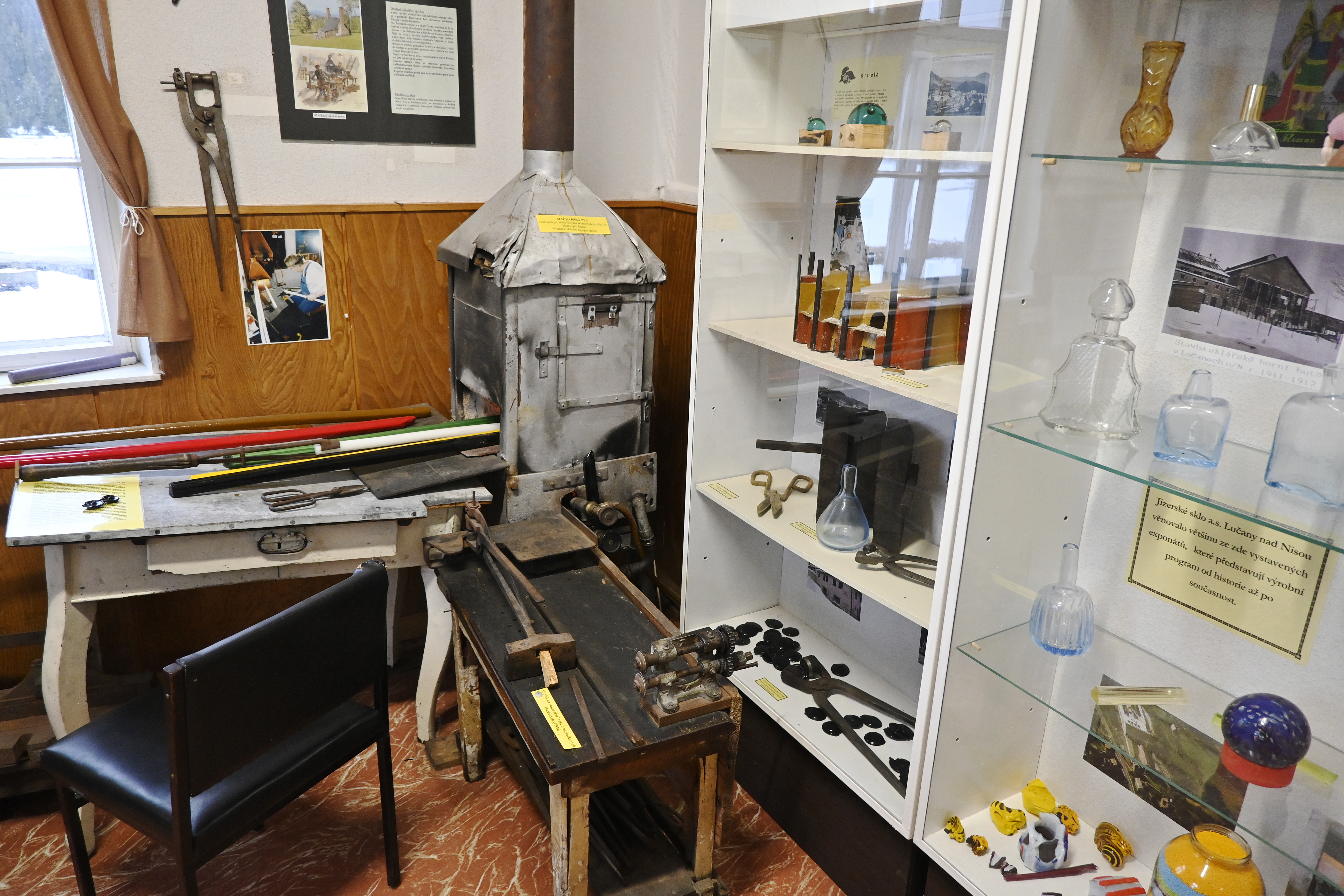
Expozice - sklářství
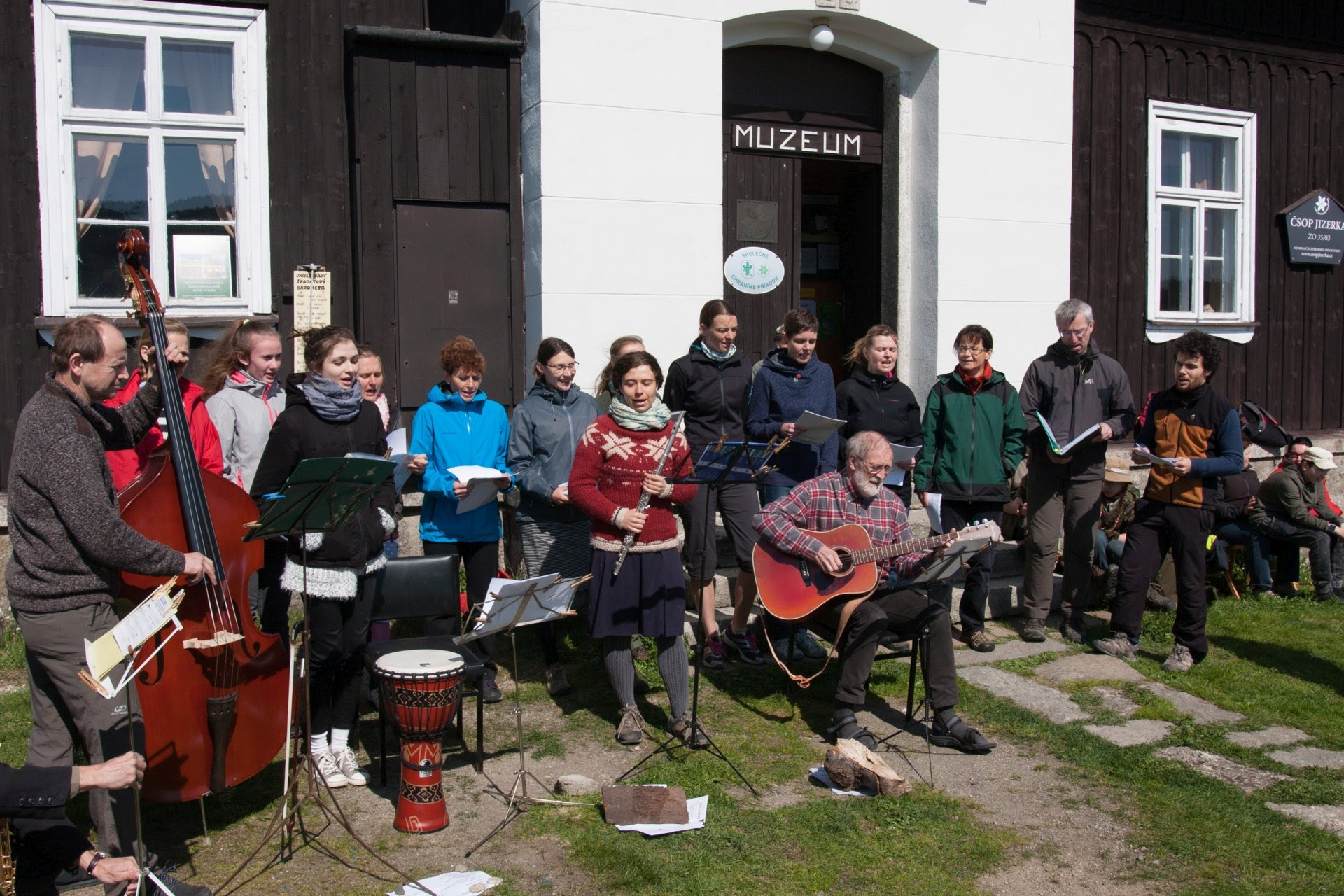
Kulturní akce
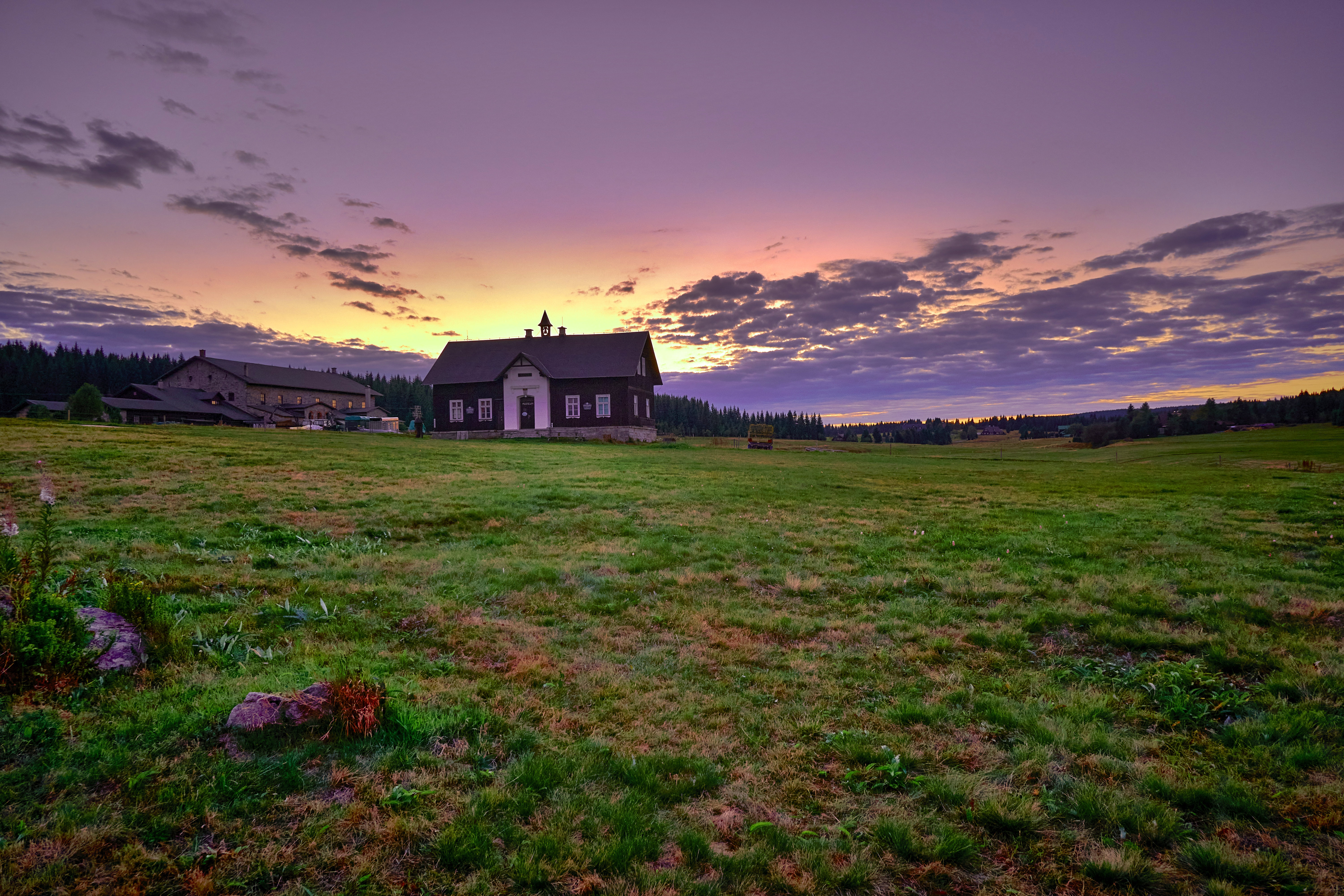
...